# APAN Star Awards
APAN Star Awards (hangul:  에이판 스타 어워즈; rr: Eipan Seuta Eowojeu; MR: Eip'an Sŭt'a Ŏwŏchŭ) é uma premiação anual sul-coreana realizada para honrar as realizações de excelência na televisão da Coreia do Sul. Em sua primeira edição, a premiação foi nomeada como K-Drama Star Awards e teve seu título alterado no ano seguinte para APAN Star Awards, sendo a APAN uma representante dos atores da região Ásia-Pacífico.
É entregue como parte do Daejeon Drama Festival. O período de elegibilidade para concorrer a premiação é de outubro do ano anterior a setembro do ano atual. Os indicados são escolhidos a partir de dramas coreanos que foram ao ar nas três principais redes de transmissão (KBS, MBC e SBS) e canais a cabo.

## Categorias
- Grande Prêmio (é dado ao melhor ator/atriz do ano).
- Prêmio Top Excelência em Atuação
- Prêmio de Excelência em Atuação
- Melhor Ator/Atriz Coadjuvante, nomeado anteriormente como Prêmio de Atuação
- Melhor Ator/Atriz Revelação, nomeado anteriormente como Prêmio de Estrela em Ascensão
- Melhor Ator/Atriz Jovem
- Melhor Diretor de Produção
- Melhor Escritor
- Melhor Trilha Sonora Original
- Prêmio de Estrela Popular
- Prêmio de Melhor Casal
- Prêmio de Estrela Hallyu
- Melhor Bem Vestido, nomeado anteriormente como Prêmio Fashionista
- Prêmio de Realização